# Рос, Джузеппе
Джузе́ппе Рос (итал. Giuseppe Ros; 22 сентября 1942, Марено-ди-Пьяве, Венеция — 17 февраля 2022, Витторио-Венето, Венеция) — итальянский боксёр тяжёлой весовой категории. В середине 1960-х годов выступал за сборную Италии: бронзовый призёр летних Олимпийских игр в Токио, участник многих международных турниров и матчевых встреч. В период 1965—1976 боксировал на профессиональном уровне, но без особых достижений.

## Биография
Джузеппе Рос родился 22 сентября 1942 года в коммуне Марено-ди-Пьяве, область Венеция. Активно заниматься боксом начал в раннем детстве в спортивном клубе «Эсерчито», затем продолжил подготовку во время службы в Вооружённых силах. Первого серьёзного успеха на ринге добился в 1963 году, когда в тяжёлом весе выиграл чемпионат мира среди военнослужащих. Год спустя повторил это достижение и стал чемпионом Италии. Благодаря удачному выступлению на отборочных соревнованиях удостоился права защищать честь страны на летних Олимпийских играх 1964 года в Токио — сумел дойти здесь до стадии полуфиналов, после чего со счётом 1:4 проиграл немцу Хансу Хуберу.
Получив бронзовую олимпийскую медаль, Рос решил попробовать себя среди профессионалов и покинул сборную. Его профессиональный дебют состоялся в марте 1965 года, своего первого соперника он победил по очкам в шести раундах. В течение последующих пяти лет провёл множество удачных поединков, в большинстве случаев был победителем, но несколько рейтинговых боёв всё же проиграл. В мае 1970 года завоевал титул чемпиона Италии в тяжёлой весовой категории, тем не менее при первой же защите лишился чемпионского звания. В апреле 1971 года вернул себе титул, однако спустя несколько месяцев опять лишился его. Несмотря на поражения, в марте 1972 года вновь стал чемпионом своей страны и сумел защитить этот титул три раза. Также в октябре 1973 года боролся за титул чемпиона Европейского боксёрского союза (ЕБС), но после пятнадцати раундов все три судьи отдали победу действующему чемпиону англичанину Джо Багнеру.
Впоследствии Джузеппе Рос продолжал выходить на ринг ещё три года, несколько раз был претендентом на титул чемпиона Италии, но в последнее время почти все матчи проигрывал и поэтому в конце 1976 года принял решение завершить карьеру спортсмена. Всего в профессиональном боксе провёл 60 боёв, из них 42 окончил победой (в том числе 24 досрочно), 16 раз проиграл, в двух случаях была зафиксирована ничья.
Скончался 17 февраля 2022 года